# Ophiozonoida brevipes
Ophiozonoida brevipes is een slangster uit de familie Ophiolepididae.
De wetenschappelijke naam van de soort werd in 1978 gepubliceerd door Yulin Liao.